# František Lobkowicz
František Václav Lobkowicz O.Praem.(ur. 5 stycznia 1948 w Pilźnie, zm. 17 lutego 2022 w Ostrawie) – czeski duchowny rzymskokatolicki, premonstratens (norbertanin), biskup diecezjalny ostrawsko-opawski w latach 1996–2022.

## Życiorys
Pochodzi ze starej czeskiej rodziny książąt Lobkowiczów. W 1966 r. rozpoczął studia na Wydziale Filozofii Uniwersytetu Karola w Pradze. Rok później przeniósł się do seminarium duchownego w Litomierzycach. W 1968 r. wstąpił do zakonu premonstratensów. W latach 1968–1969 studiował teologię w Innsbrucku. 15 sierpnia 1972 r. został wyświęcony na księdza.
W latach 1972–1974 odbywał zasadniczą służbę wojskową. Od 1975 r. pracował w archidiecezji ołomunieckiej. Od 1984 r. był proboszczem w Mariánskich Horách, dzielnicy Ostrawy. 17 marca 1990 został mianowany biskupem tytularnym Catabum Castra i biskupem pomocniczym archidiecezji praskiej. Sakrę biskupią otrzymał 7 kwietnia 1990 r. 30 maja 1996 r. został mianowany pierwszym biskupem diecezjalnym ostrawsko-opawskim.
W latach 1992–2001 był delegatem apostolskim zarządzającym zakonem krzyżowców z czerwoną gwiazdą, a od 2000 r. pełnił funkcję przeora dla lazarytów w Czechach należących do obediencji orleańskiej.

## Podejrzenia o współpracę ze StB
6 października 2006 r. w gazecie „Mladá fronta Dnes” został opublikowany artykuł Marii Rút Křížkovéj informujący, że biskup František Lobkowicz był przez kilka lat zarejestrowany jako agent czechosłowackiej Służby Bezpieczeństwa (StB) pod pseudonimem „Plzeňák”. 11 grudnia 2006 biskup oświadczył, że ma czyste sumienie.